# Hawkesbury
Hawkesbury és una ciutat situada als comtats units de Prescott i Russell, a l'est d'Ontario. Els seus 10.550 habitants són predominantment francòfons. L'aglomeració censal de Hawkesbury inclou la ciutat de Hawkesbury i el poble de Quebec de Grenville a la riba oposada del riu Ottawa.

## Geografia
Hawkesbury es troba a la riba dreta del riu Ottawa, que forma la frontera natural entre Ontario i Quebec, aigües amunt del llac Dollard-des-Ormeaux. Es troba equidistant d'Ottawa a l'oest i de Mont-real a l'est. Està envoltat a l'oest, sud i est pel municipi de Champlain. El municipi de Hawkesbury Est es troba uns quants quilòmetres més a l'est que el municipi de Champlain al nord del riu Ottawa, són els municipis de Quebec del poble de Grenville i Grenville-sur-la-Rouge, al municipi regional del comtat (MRC) d'Argenteuil a la regió de Laurentides. A quinze quilòmetres a l'est de Hawkesbury hi ha la ciutat de Rigaud, al MRC de Vaudreuil-Soulanges, immediatament després de la frontera terrestre entre Ontario i Quebec. La superfície terrestre és de 9,46 km². L'illa Chenail i l'illa Hamilton es troben a l'Outaouais, enfront de la confluència de Hawkesbury Creek.

## Urbanisme

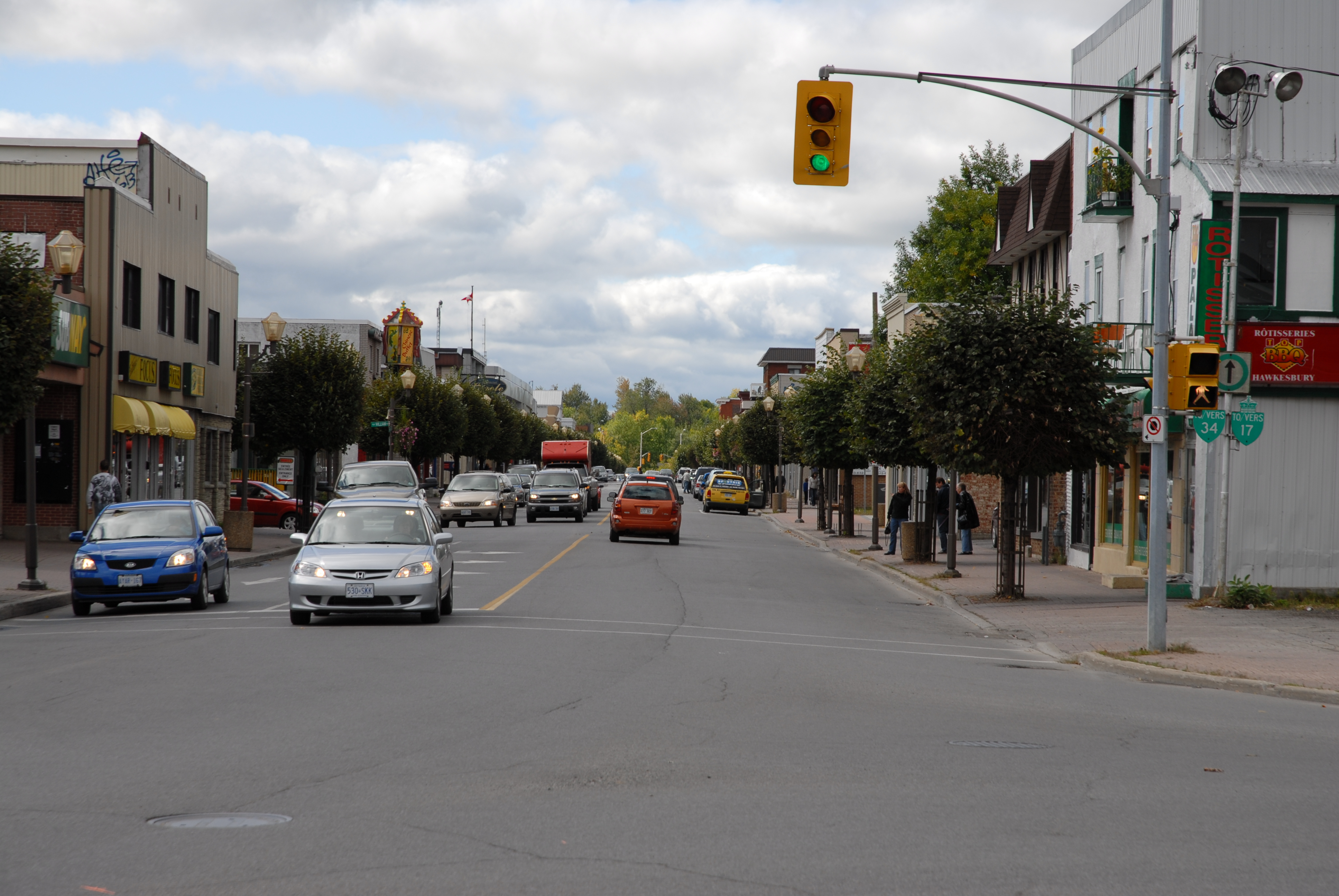
carrer Principal, mirant cap a l'oest.

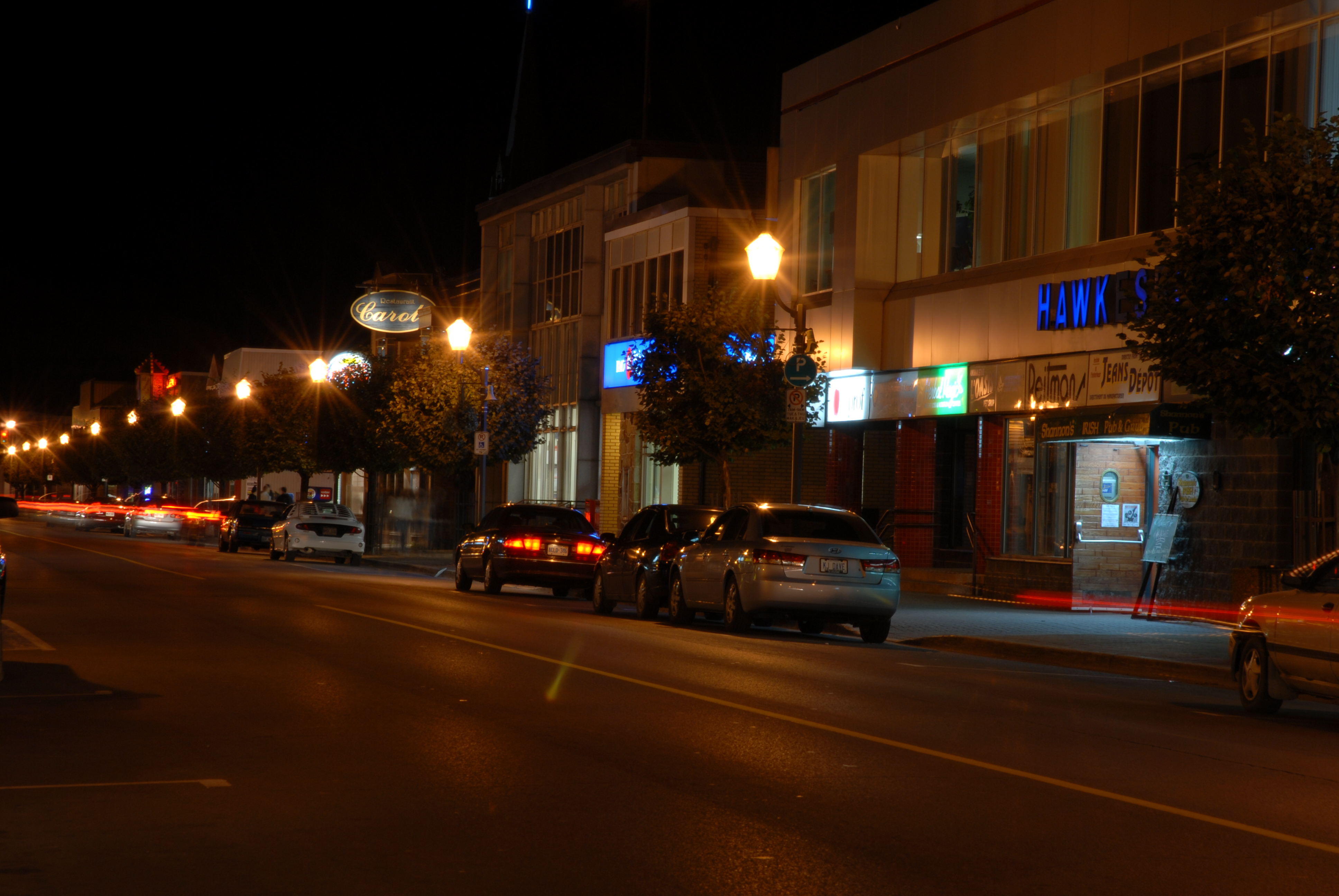
carrer Principal al final de la nit.

El centre de Hawkesbury, amb vocació comercial i residencial, es troba a la part nord-central del territori, a l'est de la confluència de Hawkesbury Creek i enfront de Grenville. La part industrial es concentra al sud-est. Al sector Spence, al centre-sud, hi ha un centre de serveis amb l'Hospital General de Hawkesbury i el Hawkesbury Mall. El comerç de grans caixes s'estén al llarg de la carretera del comtat. L'escola secundària regional a Hawkesbury i un centre de la Cité collégiale es troben a l'oest del territori. Al sud-oest, el camp de golf La Cité ocupa el terreny a banda i banda del riu Hawkesbury. Una àrea de 60 acres s'allibera per a una reurbanització mixta després de l'enderroc de l'antiga planta de Duplate.
Hawkesbury és servit per la carretera 34 durant 17 km que la connecta amb la carretera 417. Aquesta carretera connecta Hawkesbury amb Ottawa en una hora. La carretera 34 continua al sud de l'intercanviador amb la carretera 417, cap a South Lancaster i Cornwall. Hawkesbury està connectat a Grenville pel pont Long-Sault, que proporciona accés a les rutes 344 a Oka, 148 a Fassett i Brownsburg-Chatham, així com a la carretera 50 cap a Gatineau a l'oest i Mirabel i Saint-Jérôme. cap a l'est. La carretera comarcal 17 (antiga carretera provincial 17) proporciona viatges interurbans est-oest. S'uneix a l'autopista 417 a l'est i connecta Hawkesbury amb el centre de Mont-real en una hora. En la zona urbana, el carrer Principal, que és l'artèria de la ciutat, segueix la riba de l'Outaouais. Les principals carreteres nord-sud són Cartier Boulevard, Cameron Street i Tupper Street. El trànsit per camions està limitat al carrer Principal Ouest, carrer McGill (ruta 34), carrer Spence i els carrers del parc industrial. Una branca de ferrocarrils nacionals canadencs dona servei al centre de la ciutat i una altra connecta el parc industrial. Tres aeròdroms donen servei a la ciutat: Aeròdrom de Hawkesbury, aeròdrom d'East Hawkesbury i aeròdrom de Hawkesbury (Windover Field). La Marina Golden Anchor, ampliada el 2011, té 99 amarradors.
La ciutat de Hawkesbury està realitzant millores en el seu sistema de tractament d'aigües residuals després de l'acció del Ministeri de Medi Ambient d'Ontario. En 2014, s'inaugura una planta de purificació d'aigua a un cost de 36 M$.<

## Història

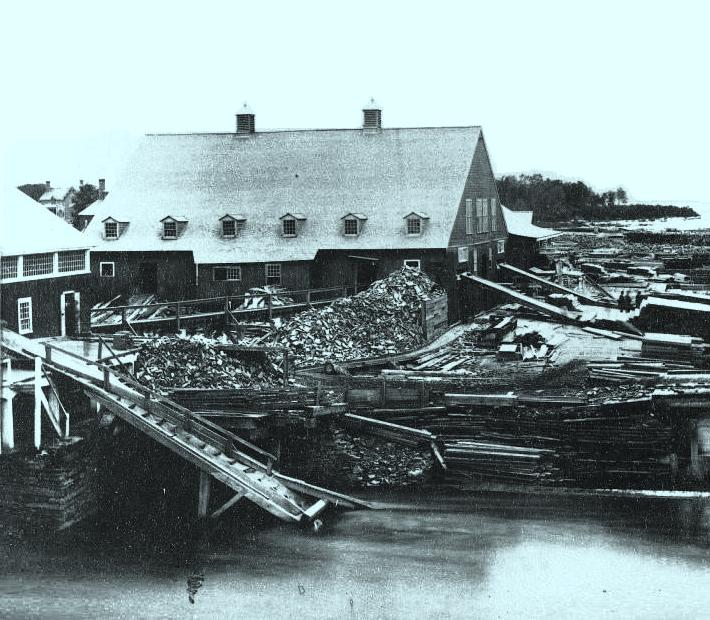
Hamilton Sawmills, vers 1859.

Hawkesbury es va fundar el 1854. Es diu així en honor de Charles Jenkinson, 1er Comte de Liverpool. L'ús de l'energia hidràulica va provocar l'expansió industrial i demogràfica de la ciutat a finals del segle xix. La família Hamilton va instal·lar una serradora a l'illa del Chenail, que donava feina a 1.000 treballadors.

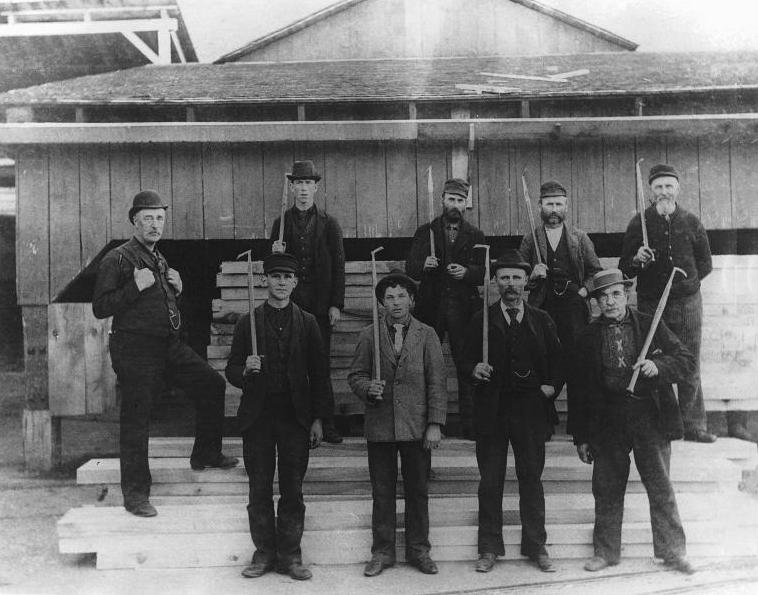
Obrers amb pals de mesurar, serradora de Hawksbury Mills, vers 1895

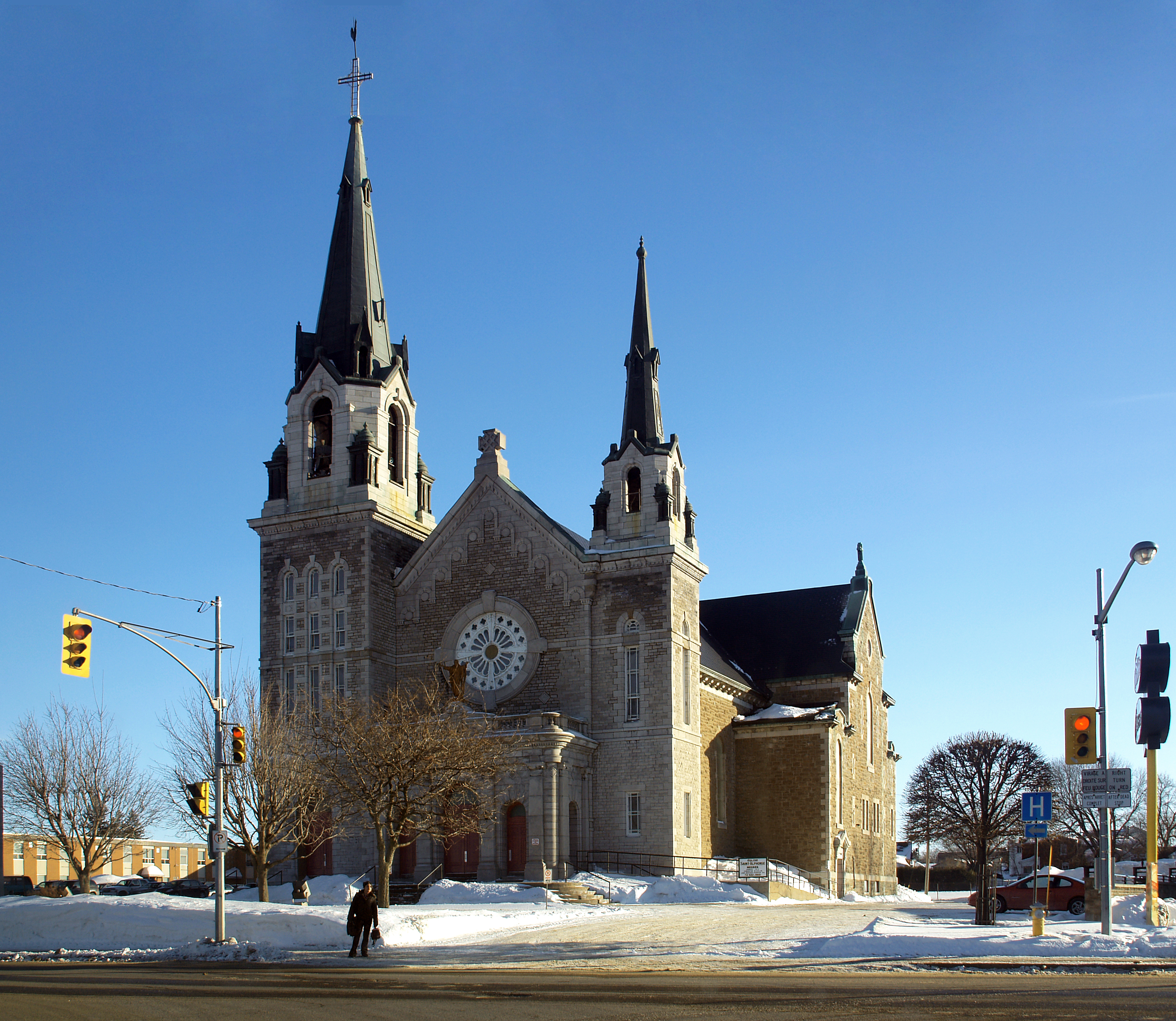
Església de Saint-Alphonse-de-Liguori.

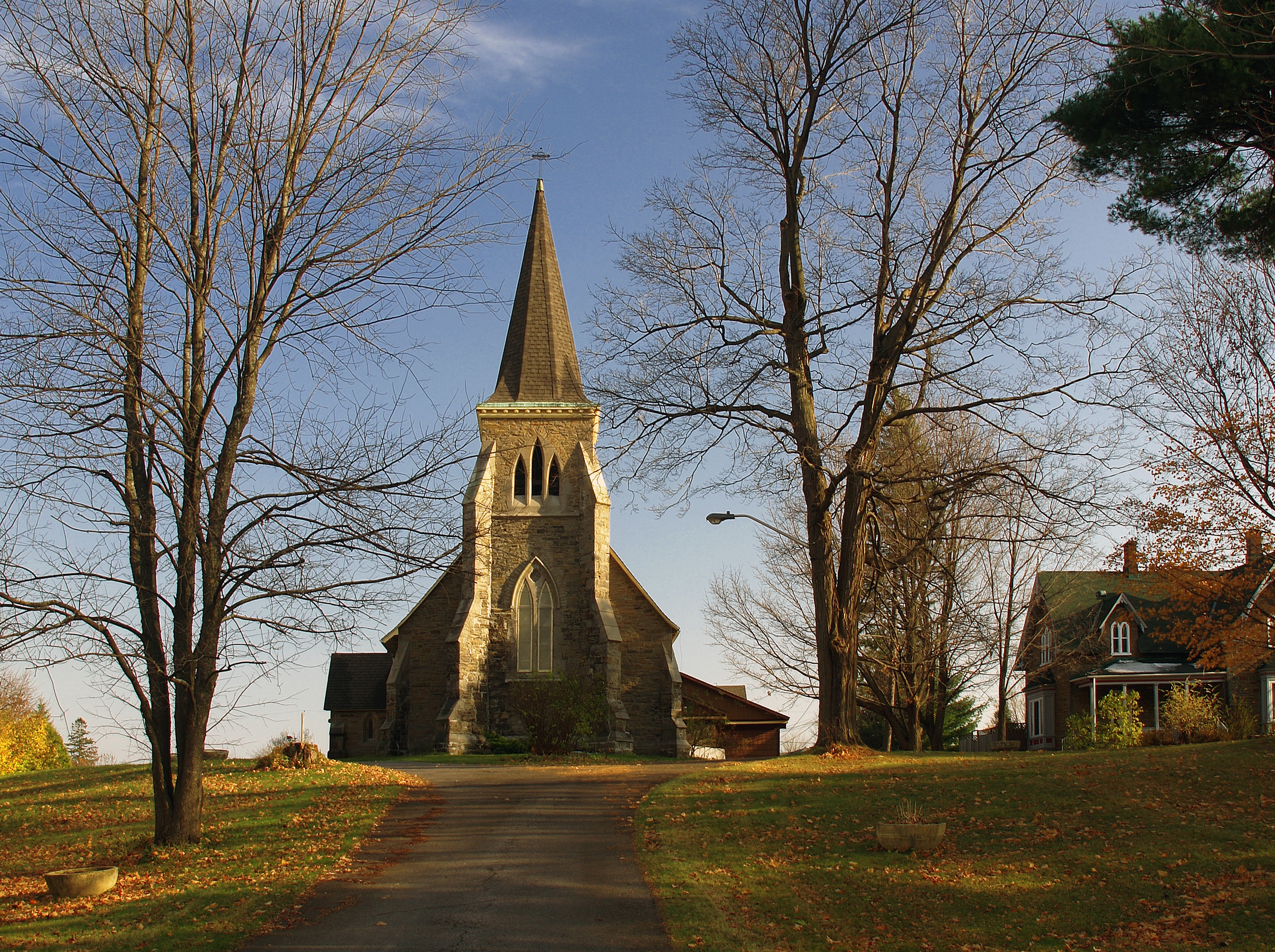
Església Anglicana de la Santíssima Trinitat.

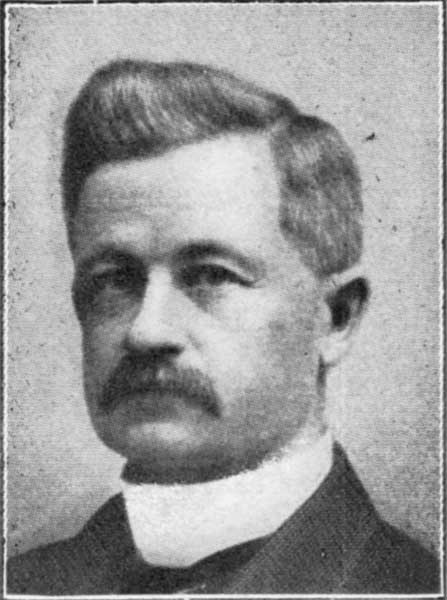
Douglas Collin Cameron.

## Personalitats
- John Jeremiah Bigsby (1792-1881), metge
- Douglas Colin Cameron (1854-1921), tinent governador
- Gerry Joly (1934-2008), guitarrista, cantant i compositor
- Eric Roach Denis, documentalista
- André Prévost (1934-2001), compositor
- Andrée Lacelle (1947-), escriptor
- Judith Guichon (1947-), tinent governador]
- Huguette Burroughs (1950-), periodista
- Brian Greenway (1951-), músic
- Dominique Demers (1956-), escriptor
- Richard Nadeau (1959-), polític
- Denis Sauvé, escriptor
- Robert Charbonneau, productor
- Yvan Joly (1960-), jugador d'hoquei
- Bob Hartley (1960-), entrenador d'hoquei. L’arena municipal porta el seu nom.
- Daniel Danis (1962-), escriptor
- Patrick Lagacé (1972-), periodista
- Mylaine Demers (1972-), escriptora
- Julien Tremblay (1975-), humorista
- Éric Charlebois (1976-), escriptor
- Émilie Mondor (1981-2006), atleta
- Francis Drouin (1983-), diputat
- André Paquette
- Marc-Antoine i Simon Joly, membres del grup musical AkoufèN